# Canal de Karjalankoski
Le canal de Karjalankoski (finnois : Karjalankosken kanava) est un canal situé à Juankoski dans la municipalité de Kuopio en Finlande.

## Description
Le canal, de 150 m de long et d'une chute de 6,5 m, est construit en 2002.
Les dimensions autorisées des bateaux sont (longueur 30,0 m x largeur 7 m x tirant d'eau  1,8 m x hauteur 8 m).
Le canal est situé à proximité de la centrale électrique de Karjalankoski.
Le canal fait partie de la voie navigable de Nilsiä (Kallavesi-Akonvesi-Vuotjärvi-Syväri)